# Shinden Fudo Ryu
Shinden Fudo Ryu es una escuela de artes marciales organizada en el siglo XII por Genpachiro Tameyoshi, que había aprendido las bases del combate de Izumo Kanja Yoshiteru, que fue el primer Sôke de esta escuela. Algunos esbozos del boxeo chino llamado Kenpō se pueden ver en esta escuela. Especializada en técnicas de desenvaine y golpes con los pies y manos.
El punto esencial de esta escuela es el conocimiento sobre la manera natural de defenderse y moverse. El Taijutsu de esta escuela se basa en el Jutai jutsu (luxaciones, proyecciones y controles) y en el Dakentai justu (técnicas de golpeo). La escuela usa además de Muto Dori (defensa ante espada), también una variedad de Yari (lanzas), Ôno (hachas de combate), Ô Tsuchi (martillo de batalla) y Naginata (alabarda).
El Dr. Masaaki Hatsumi es el 26º Sôke de esta escuela y Toshiro Nagato el 27°.

## Enlaces
- ARGENTINA Dôjô de Bujinkan Budo Taijutsu - Ninjutsu
- Ninkyo Dôjô de Bujinkan Budo Taijutsu - Ninjutsu - San Pedro

- Datos: Q3482172